# Хайма
Хайма́ (араб. هيماء‎) — город и центр провинции Эль-Вуста Султаната Оман, центр одноимённого вилайета. Расположен в центральной засушливой части страны. На 2010 год население составляло 3063 человека.
Постоянное поселение образовалось после того, как группа разведчиков нефти пробурила там скважину с пресной водой. Эта скважина, наряду с другой, пробурённой в Аль-Аджаизе, стала первым постоянным источником воды в районе. Колодец в Хайме использовался меньше, чем в Аль-Аджаизе, из-за менее плодородных пастбищ, окружающих его.

## Достопримечательности
Одним из самых важных объектов в вилайете Хайма является «Сих аль-Замаим», где Его Величество Султан Кабус жил в лагере во время своих ежегодных полевых поездок.
Также в окрестностях имеется группа пещер, в первую очередь пещера Раки, расположенная к северо-востоку, из которой вытекает вода, не пригодная для питья. Другая пещера — Аль-Масак, где свод покрыт каплями воды. Существует также пещера Вади Сараф, расположенная ниже уровня земли. К ней можно добраться через расщелину, соединённую с наклонным коридором; в пещере также присутствует вода.

## Образование
В 1982 году в Хайме была открыта школа для мальчиков, а затем и для девочек. Семьи из племени Харасис всё чаще поселяются в этом месте, привлечённые возможностью школьного образования для детей. На 2016 год действуют 3 школы.